# دكتاتورية البروليتاريا

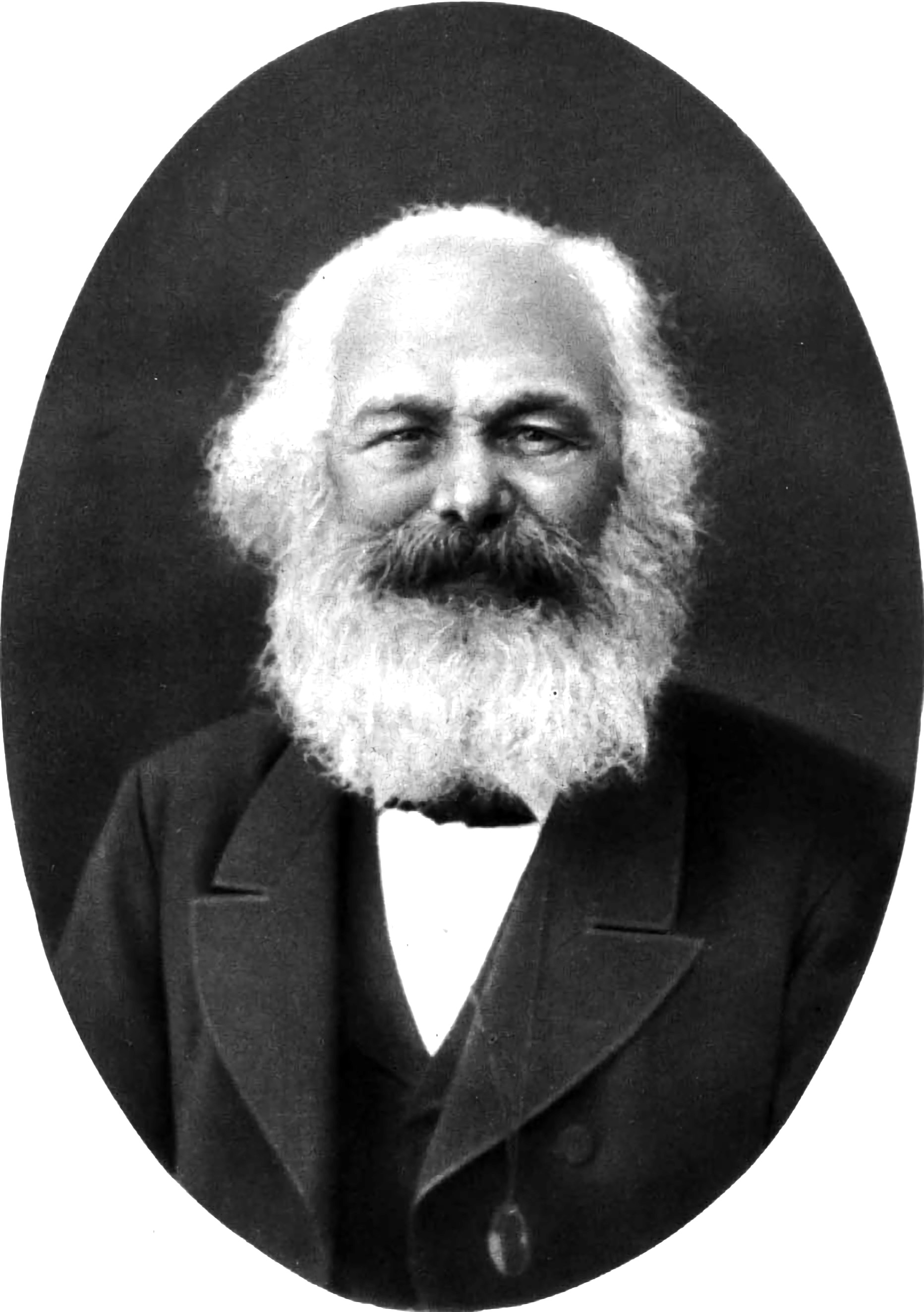

في الفلسفة الماركسية، دكتاتورية البروليتاريا هي الحالة التي تسيطر فيها البروليتاريا، أو الطبقة العاملة، على سلطة الدولة. ودكتاتورية البروليتاريا مرحلة انتقالية من اقتصاد رأسمالي إلى اقتصاد شيوعي، تسيطر فيه دولة ما بعد الثورة على وسائل الإنتاج وتصدر مراسيم بإجراء انتخابات مباشرة لمصلحة حزب دولة بروليتاري حاكم وضمن حدوده، ووضع المندوبين المنتخبين ضمن مجالس عمال تؤمم ملكية وسائل الإنتاج من الملكية الخاصة إلى الملكية العامة. خلال هذه المرحلة، يتحدد الهيكل التنظيمي للحزب إلى حد بعيد بالحاجة إليه ليحكم بحزم ويمارس سلطة الدولة لمنع ثورة مضادة، وأن يسهل الانتقال إلى مجتمع شيوعي دائم.
ومن بين المصطلحات الأخرى التي شاع استخدامها لوصف دكتاتورية البروليتاريا الدولة الاشتراكية والدولة البروليتارية والدولة البروليتارية الديمقراطية والدكتاتورية الثورية للبروليتاريا والدكتاتورية الديمقراطية للبروليتاريا. في الفلسفة الماركسية، مصطلح دكتاتورية البرجوازية هو النقيض لمصطلح دكتاتورية البروليتاريا.

## مقاربات نظرية
استخدم مصطلح دكتاتورية البروليتاريا للمرة الأولى من قبل كارل ماركس في مجموعة من المقالات التي نشرت لاحقًا تحت عنوان النضال الطبقي في فرنسا (1848-1850). يشير مصطلح دكتاتورية إلى التحكم التام بوسائل الإنتاج من قبل جهاز الدولة. واعتبر فريدريك إنجلز كومونة باريس (1871)، التي سيطرت على العاصمة لشهرين أن تُقمع، مثالًا على دكتاتورية البروليتاريا. هناك العديد من التيارات صاحبة الشعبية المتفرعة عن هذا التفكير السياسي، وجميعها يقتنع بأن الدولة ستستمر بعد الثورة لقدراتها على تطبيق النظام:
- الماركسية اللينينية هي تفسير للينينية والماركسية طورها جوزيف ستالين.[6][7] وتسعى إلى تنظيم حزب طليعي ليقود انتفاضة بروليتارية للسيطرة على سلطة الدولة والاقتصاد ووسائل الإعلام والخدمات الاجتماعية (الأكاديميا، الصحة إلخ)، لمصلحة البروليتاريا وبناء دولة اشتراكية من حزب واحد تمثل دكتاتورية البروليتاريا. دكتاتورية البروليتاريا ستحكم من قبل عملية مركزية ديمقراطية، التي وصفها لينين بأنها «التنوع في النقاش، والوحدة في العمل». تشكل الماركسية اللينينية الأيديولوجيا الرسمية للأحزاب الحاكمة في الصين وكوبا ولاوس وفيتنام، وكانت الأيديولوجيا الرسمية للحزب الشيوعي السوفييتي منذ أواخر العشرينيات من القرن العشرين، وشكلت في وقت لاحق الأيديولوجيا الرسمية للأحزاب الحاكمة في الدول التي كانت تشكل الكتلة الشرقية.
- ينتقد الماركسيون التحرريون الماركسية اللينينية بسبب اختلافاتها الملحوظة عن الماركسية الأرثوذوكسية، ويعارضون المبدأ اللينيني حول المركزية الديمقراطية والتفسير الماركسي اللينيني للطليعة الثورية. ويعارضون أيضًا، إلى جانب التروتسكيين، دولة الحزب الواحد التي يرونها غير ديمقراطية بطبيعتها، إلا أنهم، خلافًا للتروتسكيين، ليسوا بلاشفة، ولا يتبنون المركزية الديمقراطية. شددت روزا لوكمسبورغ، المنظرة الماركسية، على دور الحزب الطليعي بصفته ممثلًا للطبقة بأكملها وعلى دكتاتورية البروليتاريا على أنها حكم البروليتاريا بأكملها، ووصفتها بأنها مفهوم يقصد منه توسيع الديمقراطية لا حسرها مقابل حكم الأقلية في دكتاتورية البرجوازية.[8]

في كتاب الطريق إلى العبودية (1944)، كتب فريدريك هايك اقتصادي المدرسة النمساوية أن دكتاتورية البروليتاريا ستدمر على الأرجح الحرية الفردية تمامًا بقدر ما تفعل الأوتوقراطية. ووجدت المفوضية الأوروبية لحقوق الإنسان أن السعي لإقامة دكتاتورية البروليتاريا لا يتوافق مع الميثاق الأوروبي حول حقوق الإنسان في قرارها الحزب الشيوعي الألماني مقابل جمهورية ألمانيا الفيدرالية (1957). 

### كارل ماركس
في حين أن كارل ماركس لم يكتب كثيرًا حول طبيعة دكتاتورية البروليتاريا، ذكر بيان الحزب الشيوعي أن «بلوغها غاياتها ليس ممكنًا إلا عبر إطاحة قسرية بكل الشروط الاجتماعية القائمة». في ضوء عنف ثوري مضاد ضد الثورة المجرية لعام 1848، كتب ماركس: 
المجازر التي لا داعي لها والتي ترتكب منذ أحداث شهري يونيو وأكتوبر، والتقديم الممل للأضحية منذ فبراير ومارس، والتغذي على لحوم البشر الذي تمارسه الثورة المضادة سيقنع الأمم أنه ثمة طريق واحدة فقط يمكن من خلالها تقليل وتبسيط وتركيز فجائع الموت الإجرامي الذي يمارسه المجتمع القديم وسكرات الموت والولادة الدامية للمجتمع الجديد، وذلك الطريق هي الإرهاب الثوري.

- «انتصار الثورة المضادة في فيينا» صحيفة الراين الجديد.
في 1 يناير من عام 1852، نشر الصحفي الشيوعي جوزيف فيديميير مقالًا بعنوان «دكتاتورية البروليتاريا» في صحيفة تورن تسايتونغ التي كانت تصدر باللغة الألمانية، والتي كتب فيها أنه «من الواضح تمامًا هنا أنه ليس ثمة أي إمكانية انتقال سلمي أو تدريجي» واستعاد مثال أوليفر كرومويل (إنجلترا) ولجنة السلامة العامة (فرنسا) كأمثلة عن «الدكتاتورية» و«الإرهاب» (على التوالي) الذين كانا لازمين للإطاحة بالبرجوازية. في تلك السنة، كتب ماركس إلى فيديميير يقول له: «قبلي بفترة طويلة، كان المؤرخون البرجوازيون قد وصفوا التطور التاريخي لهذا الصراع بين الطبقات، مثلما فعل الاقتصاديون البرجوازيون في تشريحهم الاقتصادي. مساهمتي كانت 1\ إظهار أن وجود الطبقات يرتبط ببعض المراحل التاريخية في تطور الإنتاج، 2\ أن الصراع الطبقي يقود بالضرورة إلى دكتاتورية البروليتاريا، 3\ وأن هذه الدكتاتورية، بحد ذاتها، لا تشكل أكثر من مرحلة انتقالية إلى إلغاء كافة الطبقات وإلى مجتمع غير طبقي».
وسع ماركس أفكاره حول دكتاتورية البروليتاريا في عمله المختصر لعام 1875، نقد برنامج غوته، والذي وجه فيه انتقادات لاذعة وهجومًا على المبادئ التي طرحت في برنامج حزب العمال الألماني (سلف الحزب الديمقراطي الاشتراكي الألماني). قدم البرنامج طريقًا ديمقراطيًا إصلاحيًا تدريجيًا معتدلًا نحو الاشتراكية مقابل المقاربة العنيفة الاشتراكية الثورية التي قدمها الماركسيون الأرثوذوكسيون. ونتيجة لذلك، اتهم الأخيرون برنامج غوته بأنه «تحريفي» وغير فعال. وعلى الرغم من ذلك، أتاح البرنامج انتقالًا سلميًا في بعض البلدان التي تمتلك بنى مؤسساتية ديمقراطية قوية (مثل بريطانيا العظمى وهولندا والولايات المتحدة الأمريكية)، وقد اقترح من جهة أخرى أنه في البلدان الأخرى التي لا يستطيع فيها العمال «تحقيق أهدافهم بالوسائل السلمية» فإن «القوة يجب أن تكون رافعة ثورتنا»، استنادًا إلى مبدأ أن العمال كانوا يمتلكون الحق في التمرد لو حرموا من التعبير السياسي. 
ذكر ماركس أنه يجب على الدولة في مجتمع يدار من قبل البروليتاريا أن تسيطر على «عائدات العمل» (أي جميع الأغذية والمنتجات المصنعة) وأن تأخذ منها ما هو «لازم اقتصاديًا»، أي ما يكفي لاستبدال «وسائل الإنتاج المستهلكة»، و«قسمًا إضافيًا لتوسيع الإنتاج» و«صناديق تمويل» تستخدم في حالات الطوارئ كالكوارث الطبيعية. علاوة على ذلك، كان ماركس يرى أنه ينبغي على الدولة أن تقوم عندها بما يكفي لتغطية النفقات الإدارية وإدارة الخدمات العامة وتمويل أولئك العاجزين جسديًا عن تولي عمل. وحالما أُخذ من «عائدات العمل» ما يكفي لتغطية كل هذه الأمور، كان ماركس يرى أن ما تبقى يجب تشاركه بين العمال، ويحصل كل منهم على بضائع تساوي قيمة العمل الذي بذلوه. وبهذه الطريقة التي تسير وفق مبدأ حكم الجدارة، فإن أولئك العمال الذين بذلوا جهدًا أكبر وعملوا بكد أكبر سيحصلون على نسبة عائدات أكبر من شخص لم يعمل بقدرهم. في عمله نقد برنامج غوته، أشار أن «النواقص حتمية» وسيكون هناك العديد من الصعوبات في المرحلة الأولى من بدء إدارة دولة عمال كالدولة التي «التي ستولد من المجتمع الرأسمالي» لأنها ستبقى «تحمل اقتصاديًا وأخلاقيًا وفكريًا ... علامات المجتمع القديم التي ولدت من رحمه»، وأنها ستبقى تحتوي على عناصر رأسمالية. 
كتلخيص، اشتملت نظرة ماركس إلى دكتاتورية البروليتاريا على تجارب سياسية ركزت على تفكيك سلطة الدولة وتوزيع وظائفها على العمال. واعتُبرت دكتاتورية البروليتاريا صيغة لحكم انتقالي ينتهي فيها الصراع الطبقي وتضمحل الدولة.

## وصلات خارجية
1. مركز الدراسات الاشتراكية في مصر نسخة محفوظة 24 أكتوبر 2011 على موقع واي باك مشين.
2. تعريف الاشتراكية الثورية وتصحيح معلومات خاطئة عنها